# لفافة تحت الشوكة
اللفافة تحت الشوكة هي عبارة عن غشاء ليفي كثيف، يغطي العضلة تحت الشوكة ومثبت على محيط الحفرة تحت شوكة الكتف. يُعتبر مغرزًا لبعض ألياف هذه العضلة.
وهي مرتبطة ارتباطًا وثيقًا بلفافة العضلة الدالية على طول الحدود المتداخلة للعضلة المثلثة.